# Ниви-Губинські
Ниви-Губинські — село в Україні, у Луцькому районі Волинської області. Входить до складу Городищенської сільської громади. Населення становить 92 особи (38 чоловіків/54 жінок).

## Історія
У 1906 році село Нива Чаруківської волості Луцького повіту Волинської губернії. Відстань від повітового міста 32 верст, від волості 12. Дворів 40, мешканців 200.
19 липня 2020 року в результаті адміністративно-територіальної реформи та ліквідації Горохівського району село увійшло до складу новоутвореного Луцького району.

## Населення
Згідно з переписом УРСР 1989 року чисельність наявного населення села становила 166 осіб, з яких 67 чоловіків та 99 жінок.
За переписом населення України 2001 року в селі мешкала 141 особа.

### Мова
Розподіл населення за рідною мовою за даними перепису 2001 року:
| Мова       | Відсоток |
| ---------- | -------- |
| українська | 96,45 %  |
| російська  | 1,42 %   |
| словацька  | 1,42 %   |
| білоруська | 0,71 %   |